# 八雲郵便局
八雲郵便局（やくもゆうびんきょく）
- 北海道二海郡八雲町にある郵便局。本記事にて記述する。
- 島根県松江市にある郵便局。局番号は53189。

八雲郵便局（やくもゆうびんきょく）は北海道二海郡八雲町にある郵便局。民営化前の分類では集配普通郵便局であった。

## 概要
住所：〒049-3199 北海道二海郡八雲町本町265-1
民営化直前の集配業務再編において、多くの集配普通郵便局は統括センターとなったが、当局ではなく長万部郵便局に統括センターが配置されたことにより、当局は配達センターとされたため、民営化後も郵便事業株式会社の支店は併設されず、集配センターが併設された。

## 沿革
- 1872年8月28日（明治5年7月25日） - 山越内（やまこしない）郵便取扱所として開設[1]。
- 1875年（明治8年）1月1日 - 山越内郵便局（五等）となる。
- 1892年（明治25年）5月16日 - 為替・貯金取扱を開始。
- 1893年（明治26年）4月1日 - 八雲郵便局に改称。
- 1897年（明治30年）2月1日 - 八雲郵便電信局となる。
- 1903年（明治36年）4月1日 - 通信官署官制の施行に伴い八雲郵便局となる。
- 1954年（昭和29年）10月 - 局舎落成記念。
- 1957年（昭和32年）1月21日 - 電話通話および和文電報受付事務の取扱を開始[2]。
- 1969年（昭和44年）8月1日 - 鉛川郵便局の廃止に伴い、取扱事務を承継。
- 1979年（昭和54年）6月28日 - 上八雲郵便局から集配業務を移管。
- 1986年（昭和61年）3月30日 - 上八雲郵便局の廃止に伴い、取扱事務を承継。
- 1992年（平成4年）10月1日 - 上八雲簡易郵便局の廃止に伴い、取扱事務を承継。
- 1999年（平成11年） - 外国通貨の両替および旅行小切手の売買に関する業務取扱を開始。
- 2006年（平成18年）10月10日 - 落部郵便局、野田生郵便局、黒岩郵便局から集配業務を移管[3]。
- 2007年（平成19年）10月1日 - 民営化に伴い、併設された郵便事業長万部支店八雲集配センターに一部業務を移管。
- 2012年（平成24年）10月1日 - 日本郵便株式会社の発足に伴い、郵便事業長万部支店八雲集配センターを八雲郵便局に統合。

## 取扱内容
- 郵便、印紙、ゆうパック、内容証明
- 貯金、為替、振替、振込、国債、投資信託
- 生命保険、バイク自賠責保険、自動車保険
- ゆうちょ銀行ATM
- 二海郡八雲町内の一部地域（合併前の旧山越郡八雲町エリア）の集配業務

## 周辺
- 八雲町役場
- 八雲警察署
- 八雲町総合体育館
- 北海道八雲高等学校
- 北海道八雲養護学校
- 航空自衛隊八雲分屯基地
- 国道5号
- 国道277号
- 遊楽部川

## アクセス
- JR函館本線 八雲駅から北西へ約600m（徒歩約7分）
- 函館バス 電話局前停留所下車
- 道央自動車道 八雲ICから南東へ約2km
- 駐車場あり：10台